# Heliocopris alatus
Heliocopris alatus là một loài bọ cánh cứng trong họ Bọ hung (Scarabaeidae).